# Maximiliansgymnasium München
Das Maximiliansgymnasium München (kurz „Max“) ist ein koedukatives humanistisches Gymnasium im Münchner Stadtteil Schwabing. Das drittälteste Gymnasium der Stadt ist zudem ein Europäisches Gymnasium, weshalb neben dem obligatorischen altsprachlichen Unterricht in den Fächern Latein (ab der fünften Jahrgangsstufe) und Altgriechisch (ab der achten Jahrgangsstufe) auch auf Englisch (ab der sechsten Jahrgangsstufe) und Spanisch (optional ab der elften Jahrgangsstufe) sowie die naturwissenschaftlichen Fächer besonderes Augenmerk gelegt wird.
Das Gebäude der Schule ist als Baudenkmal in die Bayerische Denkmalliste eingetragen.

## Lage
Das Max liegt im Münchner Stadtteil Schwabing, Karl-Theodor-Straße 9. Das Gymnasialgebäude tritt hinter einer Grünfläche, heute Sportanlagen, von der Münchner Freiheit zurück, mit der es ursprünglich eine erkennbare Einheit bildete.

## Geschichte
Von König Maximilian II. von Bayern wurde im Zuge des Neuhumanismus am 12. Mai 1849 zusätzlich zum Wilhelms- und Ludwigsgymnasium das Königliche Maximilians-Gymnasium als drittes Münchner Gymnasium gegründet. Am 15. Oktober desselben Jahres begann der Schulbetrieb im ehemaligen Karmelitenkloster in der Maxburgstraße, in dem auch das Neue Gymnasium, heute Ludwigsgymnasium genannt, untergebracht war. Zum 1. Mai 1870 zog die Schule in den Mittelbau des neuen Damenstiftgebäudes Ludwigstraße 14 um, den der Staat vom Damenstift St. Anna mietete. Dieses Gebäude gegenüber der Bayerischen Staatsbibliothek musste sich das Max bereits mit dem 1864 gegründeten Realgymnasium (dem späteren Oskar-von-Miller-Gymnasium) teilen. Für damalige Verhältnisse lag die Schule damit schon 'außerhalb', jedenfalls „klagte man über die vom Mittelpunkt der Stadt entfernte Lage der Schule“.
Starker Raummangel machte sich gegen Ende des 19. Jahrhunderts zunehmend bemerkbar, als für die zeitweise über 700 Schüler teils zusätzliche Unterrichtsräume angemietet werden mussten. Außerdem machte sich der zunehmende „Straßenlärm durch Trambahnen, Automobile usw.“ störend bemerkbar. Am 23. Mai 1909 verfügte das Staatsministerium für Kirchen- und Schulangelegenheiten deshalb, das Max und das Realgymnasium in ein neu zu errichtendes Gebäude zu verlegen. Als Bauplatz wurde ein Grundstück in Schwabing am damaligen Stadtrand bestimmt, ein Teil jenes Areals zwischen Leopold-, Karl-Theodor- und Siegfriedstraße, auf dem zuvor das königliche Landgestüt untergebracht war. Zwei Straßen – die Morawitzky- und die Sturystraße – wurden neu angelegt, um den Baublock vom Gestüt abzutrennen. Unter der Leitung von Bauamtsassessor Karl Höpfel (Mitarbeiter Bruno Biehler) entstand in den Jahren 1910 bis 1912 der Neubau für rund 1500 Schüler; der Gesamtkostenaufwand betrug 1.500.000 Mark einschließlich Inneneinrichtung. Am 6. Dezember 1912 wurde das heutige Schulgebäude feierlich eingeweiht und der Lehrbetrieb konnte dorthin verlagert werden.
Doch die Schule konnte sich nicht lange über den schönen Neubau freuen; während des Ersten Weltkrieges wurde das Gebäude von der Heeresleitung beschlagnahmt und fünf Jahre lang mit Truppen belegt. Von Oktober 1918 bis April 1919 diente es zusätzlich als Lazarett. Der Schulbetrieb wurde in dieser Zeit wieder in die Räume des Ludwigsgymnasiums verlegt, wo das Max seinen Anfang genommen hatte. Die beiden Gymnasien hielten ihren Unterricht abwechselnd vor- und nachmittags, wobei wöchentlich die Schicht getauscht wurde. Die Oberklassen wurden bald aufgelöst bzw. dem Ludwigsgymnasium zugeschlagen, weil die Schüler einberufen wurden oder freiwillig in den Krieg zogen. Im harten Winter 1916/1917 musste der Schulbetrieb zum Teil ganz eingestellt werden. Nach der Auflösung des Kriegslazaretts hielten im April und Mai 1919 Truppen der Räteregierung das Schulgebäude besetzt. Sie wurden schließlich von Regierungstruppen des Freikorps Lützow vertrieben, die sich anschließend ihrerseits einquartierten. In dieser Zeit fand kein Unterricht statt.
In der Zeit des Nationalsozialismus wurde das Kellergeschoss als Luftschutzraum ausgebaut. 1941 wurde das Haus erneut in ein Lazarett umgewandelt, während die Schüler im Gebäudeteil des Realgymnasiums einquartiert wurden. Wie bereits im Ersten Weltkrieg wurde auch nun halbtägig bei wöchentlichem Wechsel von Vormittags- und Nachmittagsschicht unterrichtet. Im Schulhof wurde ein riesiges Löschwasserbecken angelegt. Ein geregelter Unterrichtsbetrieb war bald nicht mehr möglich. Der Großteil der unteren vier Klassen zog 1941 in das Kinderlandverschickungslager nach Garmisch-Partenkirchen um, der Rest der oberen drei Klassen wurde auf andere Münchner Schulen verteilt – blieben nur noch die mittleren Klassen, die überwiegend als Flakhelfer eingesetzt wurden. Im Schuljahr 1942/1943 wurde das Schulhaus bei einem Fliegerangriff stark zerstört: Das Dachgeschoss des Nordbaus brannte völlig aus, auch der Rest des Daches wurde schwer beschädigt.
Nach Kriegsende wurden mehrere Wochen lang Flüchtlinge verschiedener Nationalitäten im Max einquartiert. Wegen der bitteren Kälte waren sie gezwungen, den größten Teil der Inneneinrichtung zu verheizen, und machten den Rest fast völlig unbrauchbar. Lediglich die Bibliothek, die Naturaliensammlung und die meisten physikalischen Geräte wurden gerettet. Am 12. Dezember 1945 konnte der Schulbetrieb „bei 10 Grad Kälte und ohne Heizung“ wieder aufgenommen werden, doch erst vier Jahre später, ab dem 1. September 1949, fand der Unterricht wieder im eigenen Gebäude statt. Den Abschluss der Wiederaufbauarbeiten konnte die Schule im selben Jahr zusammen mit ihrem 100-jährigen Jubiläum feiern.
Die umfangreichsten Bauarbeiten seit der Entkernung des Gebäudes in den 1970er Jahren fanden 2002 statt und dienten dazu, ein Computersystem an der Schule aufzubauen: Seitdem ist die Schule vernetzt, so dass aus allen Klassen- und Fachräumen über Computer auf das interne Schulnetz des Max zugegriffen werden kann. Für die Dauer einer Sanierung des Schulgebäudes fand der Unterricht ab dem Schuljahr 2018/19 in einem Containergebäude an der Ecke Tivolistraße – Oettingenstraße in der Nähe des Englischen Gartens statt; dieses Ausweichquartier war zuvor vom Wilhelmsgymnasium genutzt worden.
2024 feierte das Maximiliansgymnasium neben dem 175-jährigen Bestehen auch den Abschluss der Sanierungsarbeiten.

## „Max und Oskar“
Eine liebevoll-verspielte Traditionsfeindschaft verbindet das Max mit dem benachbarten Oskar-von-Miller-Gymnasium. Dass beide Schulen es allerdings nicht böse meinen, ist schon daraus zu ersehen, dass sie ebenso traditionsgemäß auch eng zusammenhalten und sehr gut kooperieren, etwa wenn es um die Einrichtung von Leistungskursen in der Kollegstufe geht. Seit Beginn der 1990er Jahre gehört es zum Schulalltag der Maxler und Oskarianer, dass Schüler der Oberklassen quer über den Schulhof pendeln, um einzelne Kurse an der Nachbarschule zu besuchen.
Der Verleger Ernst Heimeran, der in den 1910er Jahren das benachbarte Realgymnasium besuchte, schildert in seinen Schülererinnerungen Lehrer, die wir hatten die bereits damals bestehende heitere Konkurrenz der Realgymnasiasten mit den Maxlern, die sich vor allem in der den Pausenhof durchschneidenden Demarkationslinie manifestierte: „Unser Real- war mit dem humanistischen Max-Gymnasium hufeisenförmig zusammengebaut, ein schönes Symbol erzieherischer Eintracht. Der Hof diente beiden Anstalten gemeinsam, doch trennte eine gedachte Linie den humanistischen vom gleich großen realen Teil ab. Das erschien uns insofern ungerecht, als wir die größere Anstalt waren; auf unserer Seite herrschte während der Pause Gedränge, während sich auf der anderen Seite die Humanisten aufreizend gelassen ergingen. Es wäre daher wahrscheinlich klüger gewesen, eine Mischung der beiden Geistesgeschlechter zuzulassen. […] Aber da war nun von der Sprunggrube über den Brunnen bis zur zwillingssäugenden Lupa über dem Hoftor diese Demarkationslinie, diese künstliche, unsichtbare und auch nicht einzusehende Grenze, und sie reizte natürlich.“

## Gebäude
Der Gebäudekomplex, der neben dem Maximilians- auch das Oskar-von-Miller-Gymnasium (OvMG) beherbergt, bildet gemeinsam mit der 1899–1901 erbauten Erlöserkirche einen vorläufigen Endpunkt der wichtigen Münchner Nordachse vom Zentrum über die Ludwig- zur Leopoldstraße. Er umschließt hufeisenförmig einen geräumigen Schulhof mit Zugang von der nördlich verlaufenden Karl-Theodor-Straße her, dessen Mittelpunkt ein von hohen Kastanien umringter Marabu-Brunnen mit einer Weltkugel bildet. Ein Torbogen, bekrönt von einer Nachbildung der kapitolinischen Wölfin mit Romulus und Remus, grenzt den Hof nach Norden ab. Im östlichen Haupttrakt ist das Max, im westlichen das Oskar untergebracht; die Klassenräume befinden sich jeweils auf der Ostseite beider Trakte. Musik- und Zeichensäle sowie die Fachräume für Physik, Chemie und Biologie finden sich im Nordteil. Architektonisch verbunden sind die beiden Schulen durch den Südtrakt des Baublockes, der die beiden Turnhallen beherbergt.
Beherrschende Linie der gesamten Baugruppe ist die Horizontale, die allerdings durch eine leicht geschwungene Biegung der Grundrisslinie belebt wird. Kräftige Vertikalen stellen die architektonische Balance her, neben dem Treppengiebel mit Dachreiter vor allem der 48 Meter hohe Turm des OvM als weithin sichtbares Schwabinger Wahrzeichen. Auch wegen seiner Farbe, einem freundlich leuchtenden Ockergelb, ist das Schulgebäude schon von Weitem zu erkennen.
Eine monumentale Freitreppe, von zwei steinernen Löwen flankiert, führt zur Eingangsloggia des Max. Über ihren Bogenfeldern finden sich drei Plaketten, die die Erbauung des Gebäudes unter Prinzregent Luitpold anzeigen sowie als Reliefbüsten den Prinzregenten und König Maximilian II. als Gründer des Gymnasiums abbilden. Im hohen Giebeldreieck ist ein Lunarium angebracht.
Karl Höpfel schreibt über seinen Bau: „Das Streben des Architekten ging dahin, neben voller Betonung des Zweckmäßigen, Einfachen, das bei Gymnasialneubauten angebracht scheint, doch auch der architektonischen Schönheit innerhalb der zur Verfügung stehenden Mittel ein gebührendes Gewicht beizulegen; war er sich doch bewußt, daß aus diesen Anstalten Träger der nationalen Kultur hervorgehen sollten, die neben der Erzielung eines entsprechenden Wissens und Könnens in ihren Jugendtagen sich auch einen gefestigten Sinn für den Wert des Schönen errungen haben sollen, das nicht als ein unverzinslicher Luxus betrachtet werden darf, der nur Ausgaben verursacht, sondern das vielmehr zur Beglückung und Lebenserstarkung des Menschen in hohem Maße beizutragen geeignet ist. […] Deshalb mußte vor allem jeder Kasernismus aus dem Innern und Äußern der Baugruppe gebannt werden.“
Das Ergebnis konnte sich sehen lassen: „Mit Recht galt das Maximiliansgymnasium nach seiner Vollendung als der schönste und modernste staatliche Schulbau Münchens.“
Das Schulgebäude des Maxgymnasiums wurde in den späten 1960er und frühen 1970er Jahren einem breiteren Publikum bekannt als Schauplatz der Komödienreihe Die Lümmel von der ersten Bank. Außerdem diente es als Drehort für die Folgen Auf dem Stundenplan Mord und Tod eines Schulmädchens der Serie Der Kommissar und für die Derrick-Folge Der Tag nach dem Mord. Im Sommer 2012 entstanden am Maximiliansgymnasium Aufnahmen zum Kinofilm Spieltrieb.

## Direktoren des Maximiliansgymnasiums
1. Karl Felix Halm (1809–1882), Direktor 1849–1856
2. Johann Georg Beilhack (1802–1864), Direktor 1856–1864
3. Anton Linsmayer (1827–1886), Direktor 1865–1886
4. Nikolaus Wecklein (1843–1926), Direktor 1886–1913
5. Gustav Landgraf (1857–1932), Direktor 1913–1924
6. Ernst Bodensteiner (1869–1936), Direktor 1924–1934
7. Ernst Kemmer, Direktor 1934–1938
8. Ludwig Hasenclever (1881–1946), Direktor 1938–1944
9. Andreas Schwerd (1883–1966), Direktor 1945–1951
10. Hans Lindemann, Direktor 1951–1960
11. Ludwig Voit (1906–2001), Direktor 1961–1972
12. Ludwig Lillig (1920–1998), Direktor 1972–1983
13. Josef Erb (* 1925), Direktor 1983–1988
14. Winfried Bauer (* 1946), Direktor 1988–2000
15. Siegfried Huber (* 1944), Direktor 2000–2007
16. Hans Orgeldinger (* 1957), Direktor 2007–2020
17. Thomas Bednar, Direktor, seit 2020

## Bekannte Schüler und Lehrer
Herausragende Bedeutung in der Geschichte der Schule besitzen die beiden Nobelpreisträger, die die Schule hervorgebracht hat: Max Planck und Werner Heisenberg. In der Politik erlangten die Ministerpräsidenten Franz Josef Strauß (Bayern) und Bernhard Vogel (Rheinland-Pfalz und Thüringen) sowie Bundesjustizminister Richard Jaeger herausragende Stellungen. Ein Beispiel für einen außerordentlich erfolgreichen Künstler ist der frühere Schüler Michael Ende. Auch der spätere SA-Führer Ernst Röhm bestand 1906 an der Schule sein Abitur.

## Vereinigung der Freunde
Aus Treffen ehemaliger Schüler entwickelte sich die Vereinigung der Freunde des Maximilians-Gymnasiums in München, die im Jahr 1951 als Verein institutionalisiert wurde. Sie versteht sich als Förderverein, der die Schule durch Geldspenden wie auch ideell nach besten Kräften unterstützt, und setzt sich aus ehemaligen Schülern, Lehrern und Schülereltern zusammen, die sich dem „Max“ verbunden fühlen.